# Бостик (Северна Каролина)
Бостик (енгл. Bostic) град је у америчкој савезној држави Северна Каролина.

## Демографија
По попису из 2010. године број становника је 386, што је 58 (17,7%) становника више него 2000. године.
| Група             | 2000.       | 2010.       |
| Белци             | 305 (93,0%) | 354 (91,7%) |
| Афроамериканци    | 14 (4,3%)   | 20 (5,2%)   |
| Азијати           | 4 (1,2%)    | 4 (1,0%)    |
| Хиспаноамериканци | 1 (0,3%)    | 4 (1,0%)    |
| Укупно            | 328         | 386         |